# Olympische Sommerspiele 1948/Leichtathletik – 1500 m (Männer)

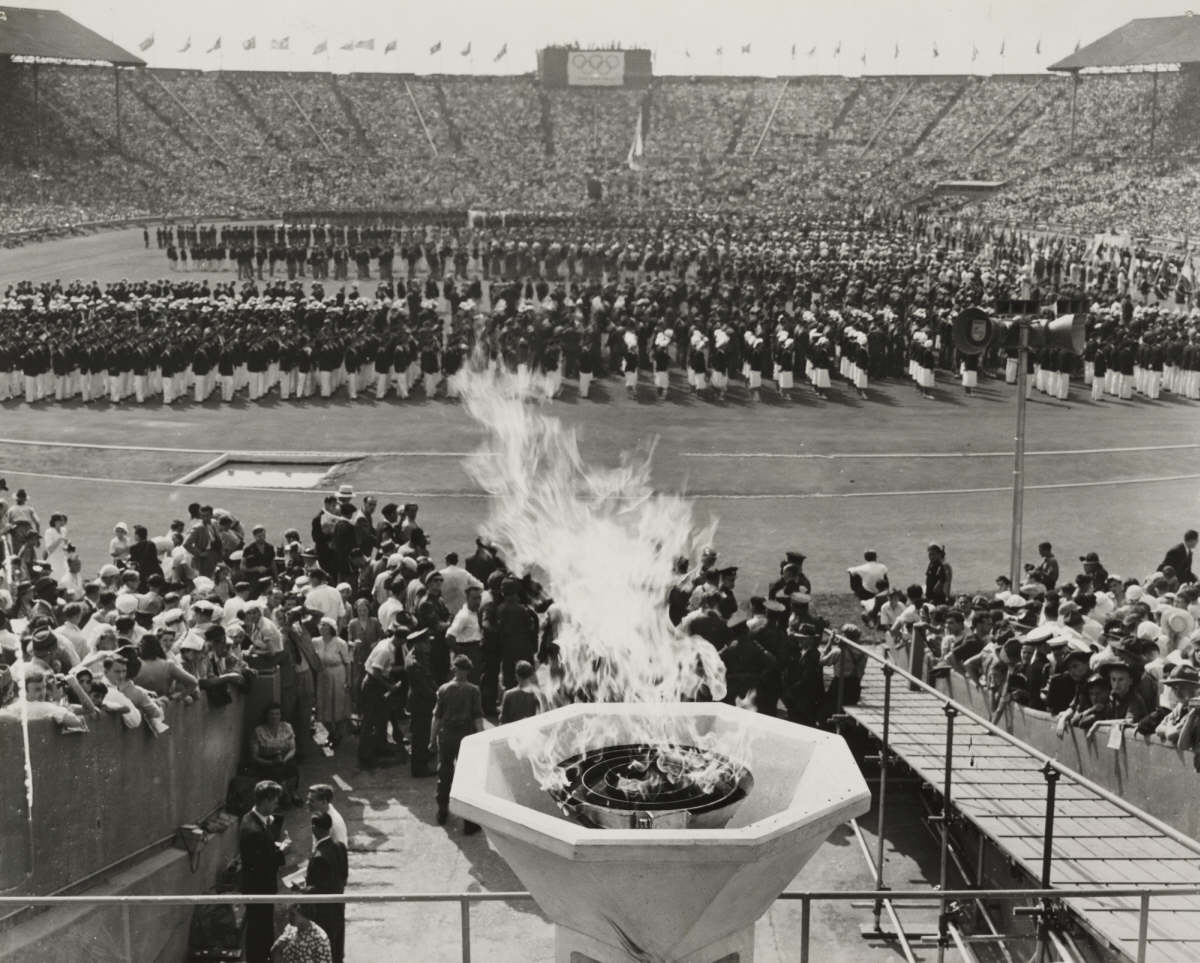
Eröffnungsfeier bei den Olympischen Spielen in London

Der 1500-Meter-Lauf der Männer bei den Olympischen Spielen 1948 in London wurde am 4. und 6. August 1948 im Wembley-Stadion ausgetragen. 37 Athleten nahmen teil. 
Olympiasieger wurde der Schwede Henry Eriksson vor seinem Landsmann Lennart Strand. Bronze gewann Willem Slijkhuis aus den Niederlanden.

## Bestehende Rekorde
| Weltrekord         | 3:43,0 min | Gunder Hägg ( Schweden)     | Göteborg, Schweden                | 7. Juli 1944   |
| Weltrekord         | 3:43,0 min | Lennart Strand ( Schweden)  | Malmö, Schweden                   | 15. Juli 1947  |
| Olympischer Rekord | 3:47,8 min | Jack Lovelock ( Neuseeland) | Finale OS Berlin, Deutsches Reich | 6. August 1936 |

Der bestehende olympische Rekord wurde bei diesen Spielen nicht erreicht. Olympiasieger Henry Eriksson verfehlte ihn im schnellsten Rennen, dem Finale, um genau zwei Sekunden.

## Durchführung des Wettbewerbs
Die Athleten traten am 4. August zu vier Vorläufen an. Die jeweils drei besten Läufer daraus – hellblau unterlegt – qualifizieren sich für das Finale am 6. August.

## Vorläufe
4. August 1948, 16:30 Uhr

Es sind nicht alle Zeiten überliefert.

### Vorlauf 1

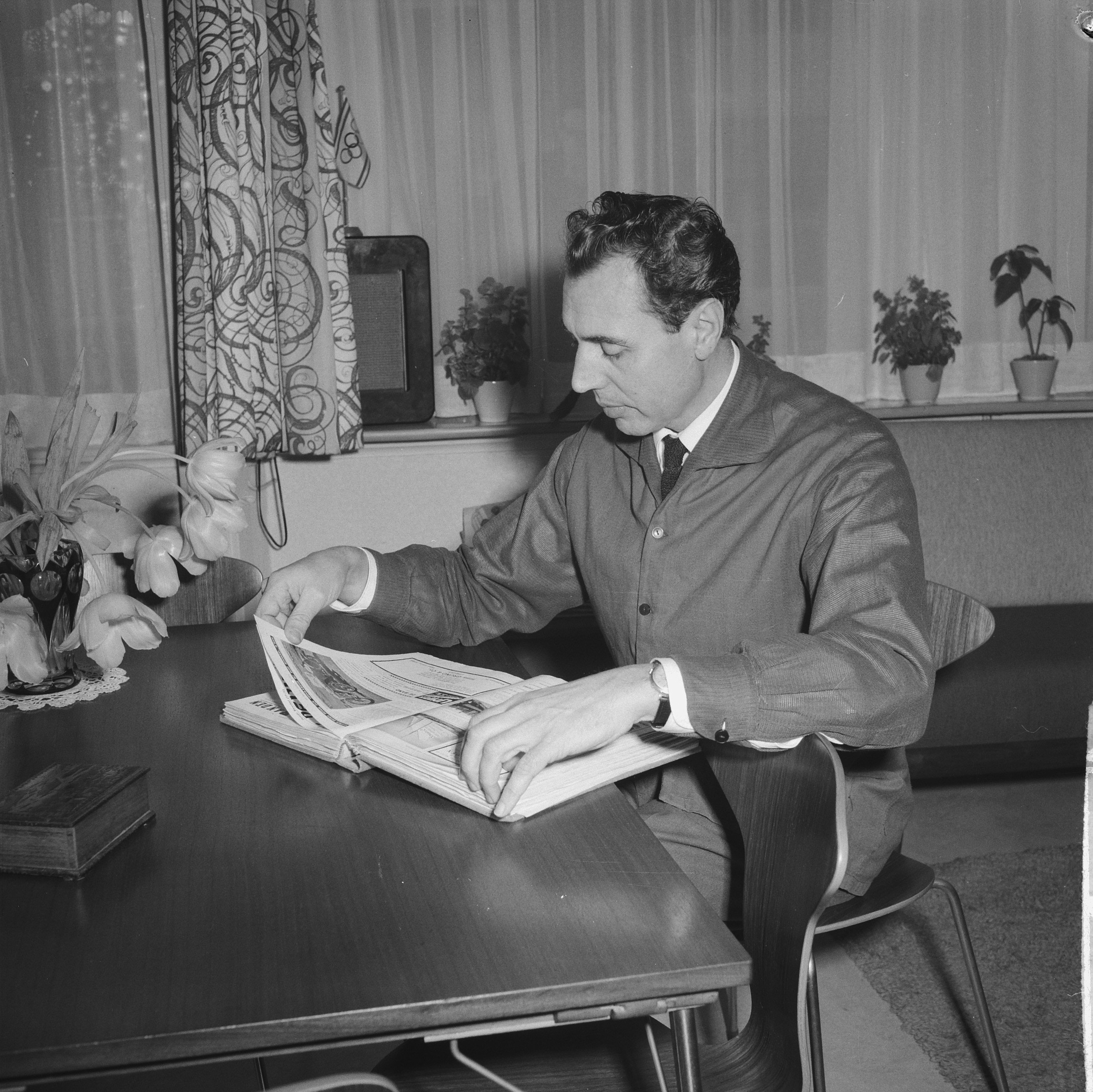
Frits de Ruijter – hier im Jahr 1961 – schied als Vierter des ersten Vorlaufs aus

| Platz | Name             | Nation      | Zeit           |
| ----- | ---------------- | ----------- | -------------- |
| 1     | Lennart Strand   | Schweden    | 3:54,2 min000  |
| 2     | Erik Jørgensen   | Dänemark    | 3:54,2 min000  |
| 3     | Donald Gehrmann  | USA         | 3:54,8 min000  |
| 4     | Frits de Ruijter | Niederlande | 3:55,2 min000  |
| 5     | Olavi Luoto      | Finnland    | 3:58,0 min000  |
| 6     | Henri Klein      | Frankreich  | 3:59,8 min000  |
| 7     | Cahit Önel       | Türkei      | 4:00,0 min (g) |
| 8     | John Joe Barry   | Irland      | 4:00,5 min (g) |
| 9     | Cliff Salmond    | Kanada      | 4:16,2 min (g) |
| DNF   | Antero Mongrut   | Peru        |                |
| DNS   | Hans Streuli     | Schweiz     |                |

### Vorlauf 2
| Platz | Name               | Nation              | Zeit           |
| ----- | ------------------ | ------------------- | -------------- |
| 1     | Willem Slijkhuis   | Niederlande         | 3:52,4 min000  |
| 2     | Václav Čevona      | Tschechoslowakei    | 3:53,0 min000  |
| 3     | Denis Johansson    | Finnland            | 3:54,0 min000  |
| 4     | Jack Hutchins      | Kanada              | 3:54,4 min000  |
| 5     | Douglas Wilson     | Großbritannien      | 3:54,8 min000  |
| 6     | Clem Eischen       | USA                 | 4:00,2 min000  |
| 7     | Vasilios Mavroidis | Griechenland        | k. A.000       |
| 8     | Juan Adarraga      | Spanien             | 4:03,7 min (g) |
| DNF   | Wilfred Tull       | Trinidad und Tobago |                |
| DNS   | Bruno Schneider    | Österreich          |                |
| DNS   | Adán Torres        | Argentinien         |                |

### Vorlauf 3
| Platz | Name              | Nation         | Zeit       |
| ----- | ----------------- | -------------- | ---------- |
| 1     | Henry Eriksson    | Schweden       | 3:53,8 min |
| 2     | Bill Nankeville   | Großbritannien | 3:55,8 min |
| 3     | Josy Barthel      | Luxemburg      | 3:56,4 min |
| 4     | Jean Vernier      | Frankreich     | 3:57,6 min |
| 5     | Melchor Palmeiro  | Argentinien    | 4.01,6 min |
| 6     | Óskar Jónsson     | Island         | 4:03,2 min |
| 7     | Rıza Maksut İşman | Türkei         | k. A.      |
| DNF   | Bill Parnell      | Kanada         |            |
| DNS   | Daniel Poyán      | Spanien        |            |
| DNS   | Gaston Reiff      | Belgien        |            |

### Vorlauf 4
| Platz | Name              | Nation         | Zeit           |
| ----- | ----------------- | -------------- | -------------- |
| 1     | Gösta Bergkvist   | Schweden       | 3:51,8 min000  |
| 2     | Marcel Hansenne   | Frankreich     | 3:52,8 min000  |
| 3     | Sándor Garay      | Ungarn         | 3:53,0 min000  |
| 4     | Roland Sink       | USA            | 3:53,2 min000  |
| 5     | Kaare Vefling     | Norwegen       | 3:54,6 min000  |
| 6     | Richard Morris    | Großbritannien | 3:55,8 min000  |
| 7     | Ingvard Nielsen   | Dänemark       | 4:01,7 min (g) |
| 8     | Karl-Heinz Hubler | Schweiz        | 4:03,0 min (g) |
| 9     | Lee Yun-Seok      | Südkorea       | k. A.000       |
| DNS   | Raymond Rosier    | Belgien        |                |

## Finale

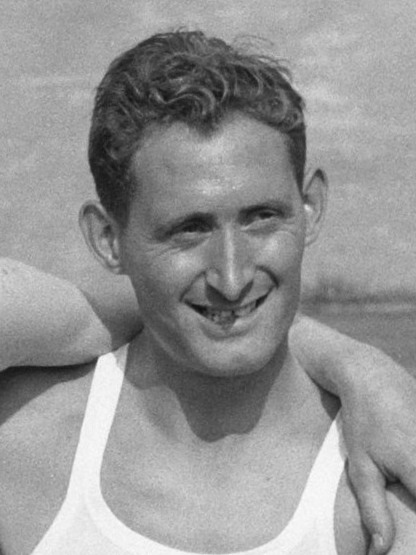
Willem Slijkhuis erlief sich wie vier Tage zuvor über 5000 Meter die Bronzemedaille
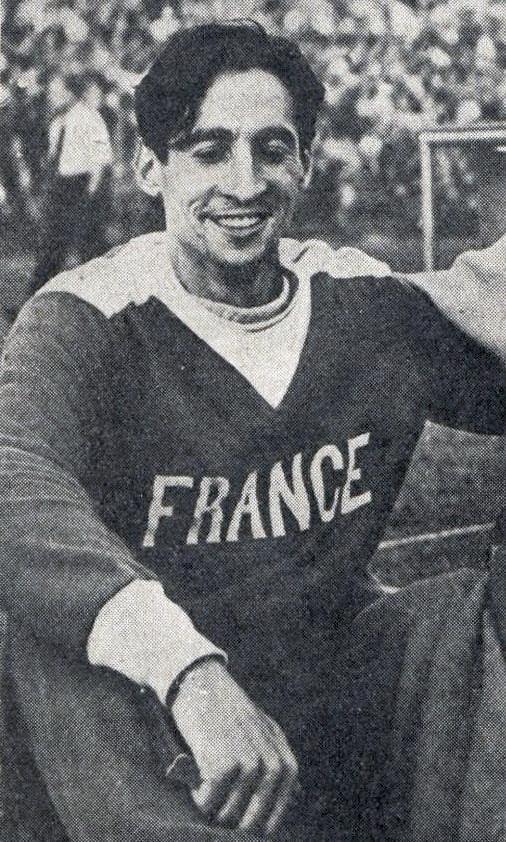
Marcel Hansenne – vier Tage zuvor Bronzemedaillengewinner über 800 Meter – landete nach seinem zu hohen Anfangstempo hier auf Rang elf

6. August 1948, 17:00 Uhr
| Platz | Name             | Nation           | Zeit       |
| ----- | ---------------- | ---------------- | ---------- |
| 1     | Henry Eriksson   | Schweden         | 3:49,8 min |
| 2     | Lennart Strand   | Schweden         | 3:50,4 min |
| 3     | Willem Slijkhuis | Niederlande      | 3:50,4 min |
| 4     | Václav Čevona    | Tschechoslowakei | 3:51,2 min |
| 5     | Gösta Bergkvist  | Schweden         | 3:52,2 min |
| 6     | Bill Nankeville  | Großbritannien   | 3:52,6 min |
| 7     | Sándor Garay     | Ungarn           | 3:54,4 min |
| 8     | Donald Gehrmann  | USA              | 3:54,5 min |
| 9     | Erik Jørgensen   | Dänemark         | 3:56,1 min |
| 10    | Josy Barthel     | Luxemburg        | 3:56,9 min |
| 11    | Marcel Hansenne  | Frankreich       | 4:02,0 min |
| 12    | Denis Johansson  | Finnland         | k. A.      |

Die Schweden Arne Andersson und Gunder Hägg hatten in den 1940er Jahren Topzeiten gelaufen, doch beide hatten gegen den Amateurparagraphen verstoßen und bekamen daher keine Starterlaubnis für die Olympischen Spiele.
Hier in London galt nun der Schwede Lennart Strand als klarer Favorit. Er war der amtierende Europameister und Mitinhaber des Weltrekords.
Das Rennen fand während eines kalten Regenschauers statt. Der Franzose Marcel Hansenne, Dritter über 800 Meter, begann furios und absolvierte die erste Runde in 58,3 Sekunden. Doch Hansenne war zu schnell angegangen und wurde zu Beginn der dritten Runde von den drei Schweden eingeholt – die 800-Meter-Zwischenzeit betrug 2:02,6 Minuten. Henry Eriksson übernahm nun die Führung, gefolgt vom Strand. Als dieser den Spurt anzog, konterte Eriksson mühelos und ging als Erster durchs Ziel. Dritter wurde der heranstürmende Niederländer Willem Slijkhuis, der noch versuchte, auch an Strand vorbeiziehen, doch dieser forcierte noch einmal und rempelte dabei den Niederländer leicht an. Slijkhuis kam zwar etwas ins Straucheln, erreichte aber das Ziel.
Um die Positionen sieben bis zwölf gab es in der Folgezeit lange Diskussionen. So kam der deutsche Sportjournalist Volker Kluge in seinem Buch Olympische Sommerspiele: Die Chronik II auf die Reihenfolge 7. Garay, 8. Jørgensen, 9. Barthel, 10. Gehrmann, 11. Hansenne, 12. Johansson. Kluges Kollege Ekkehard zur Megede führte in seinem Werk The Modern Olympic Century. 1896-1996. Track and Field Athletics folgende Reihenfolge auf: 7. Jørgensen, 8. Gehrmann, 9. Johansson, 10. Barthel, 11. Hansenne, 12. Garay. Der britische Statistikexperte Richard Hymans analysierte Filmaufnahmen und Fotografien des Rennens und kam zum hier aufgelisteten Ergebnis.
Henry Eriksson gelang der erste schwedische Olympiasieg über 1500 Meter.

Willem Slijkhuis gewann die erste niederländische Medaille in dieser Disziplin.